# Eleccions presidencials franceses de 2012
Les eleccions presidencials franceses de 2012 de la Cinquena República Francesa, la desena, novena amb sufragi universal directe, va permetre de triar el President de la República Francesa per un mandat de cinc anys. Se celebrà la primera volta el dia 22 d'abril de 2012 i la segona volta amb els dos candidats més votats el dia 6 de maig de 2012.
Les eleccions foren guanyades pel candidat socialista François Hollande que amb el 51,62% dels sufragis eliminà l'altre candidat, el representant de l'UMP i aleshores president, Nicolas Sarkozy. El nou mandat presidencial començà el 15 de maig de 2012.

## Règim electoral
El president de la República francesa és elegit per un mandat de cinc anys, segons l'article 6 de la Constitució de la Cinquena República. A més, la votació es realitza de forma uninominal i majoritària a dues voltes, segons l'article 7. Si un candidat no aconsegueix la majoria del vots més un en la primera volta, es procedeix catorze dies més tard a la segona volta, on participen els dos candidats més votats de la primera volta. Només es poden presentar els ciutadans francesos majors d'edat.
Conforme a la revisió constitucional de 23 de juliol de 2008, el President de la República no pot presentar-se per més de dos mandats consecutius. L'actual President Nicolas Sarkozy és elegible per concórrer al segon mandat presidencial, ja que va ser elegit per primera vegada en les Eleccions presidencials franceses de 2007.
El Consell Constitucional de França és, segons l'article 58 de la Constitució, l'encarregat del procés electoral, d'examinar les possibles reclamacions i de proclamar els resultats oficials.

## Candidats

### Galeria
La llista definitiva proclamada pel Consell Constitucional.

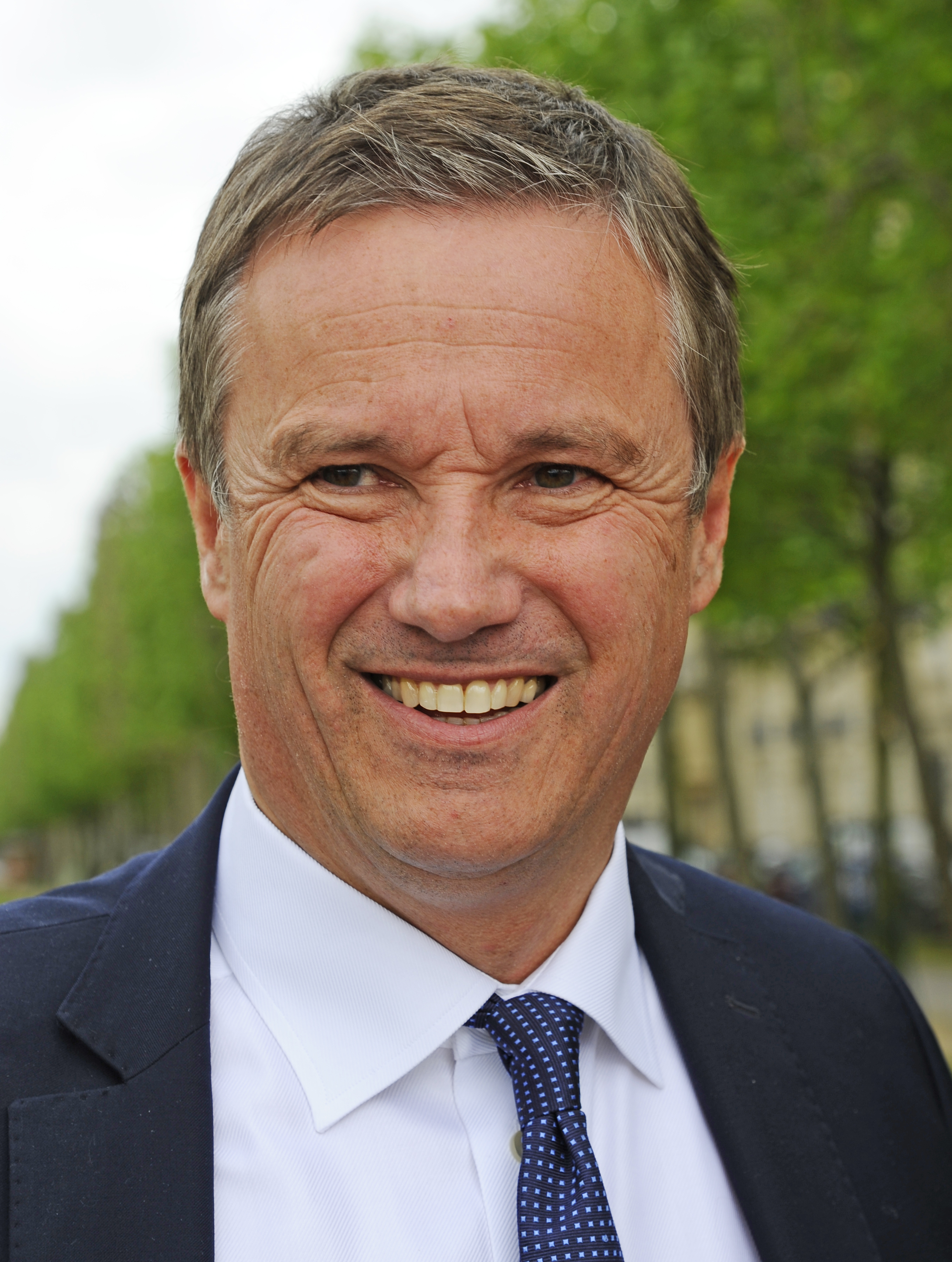
Nicolas Dupont-Aignan Debout la République
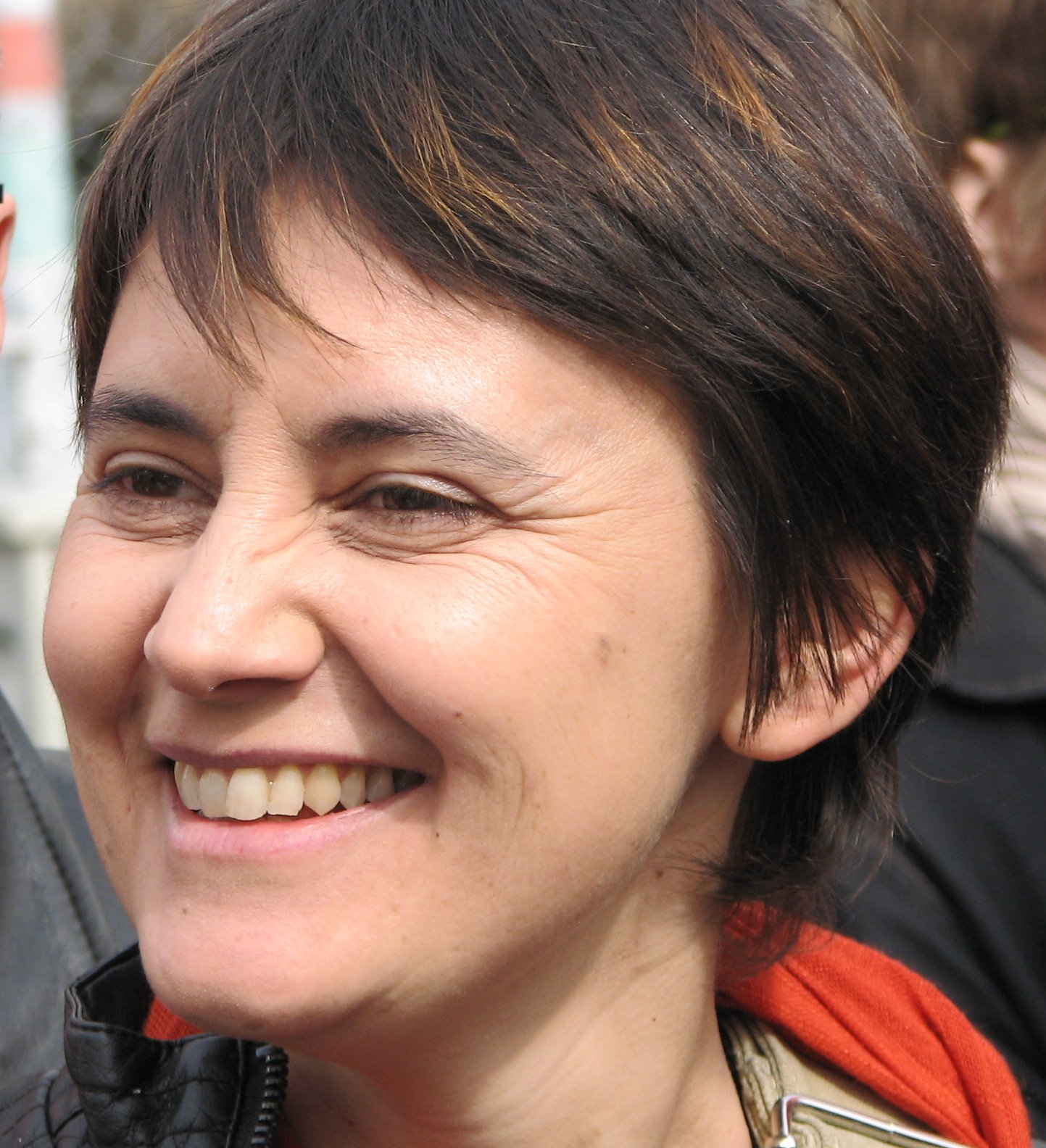
Nathalie Arthaud Lutte ouvrière
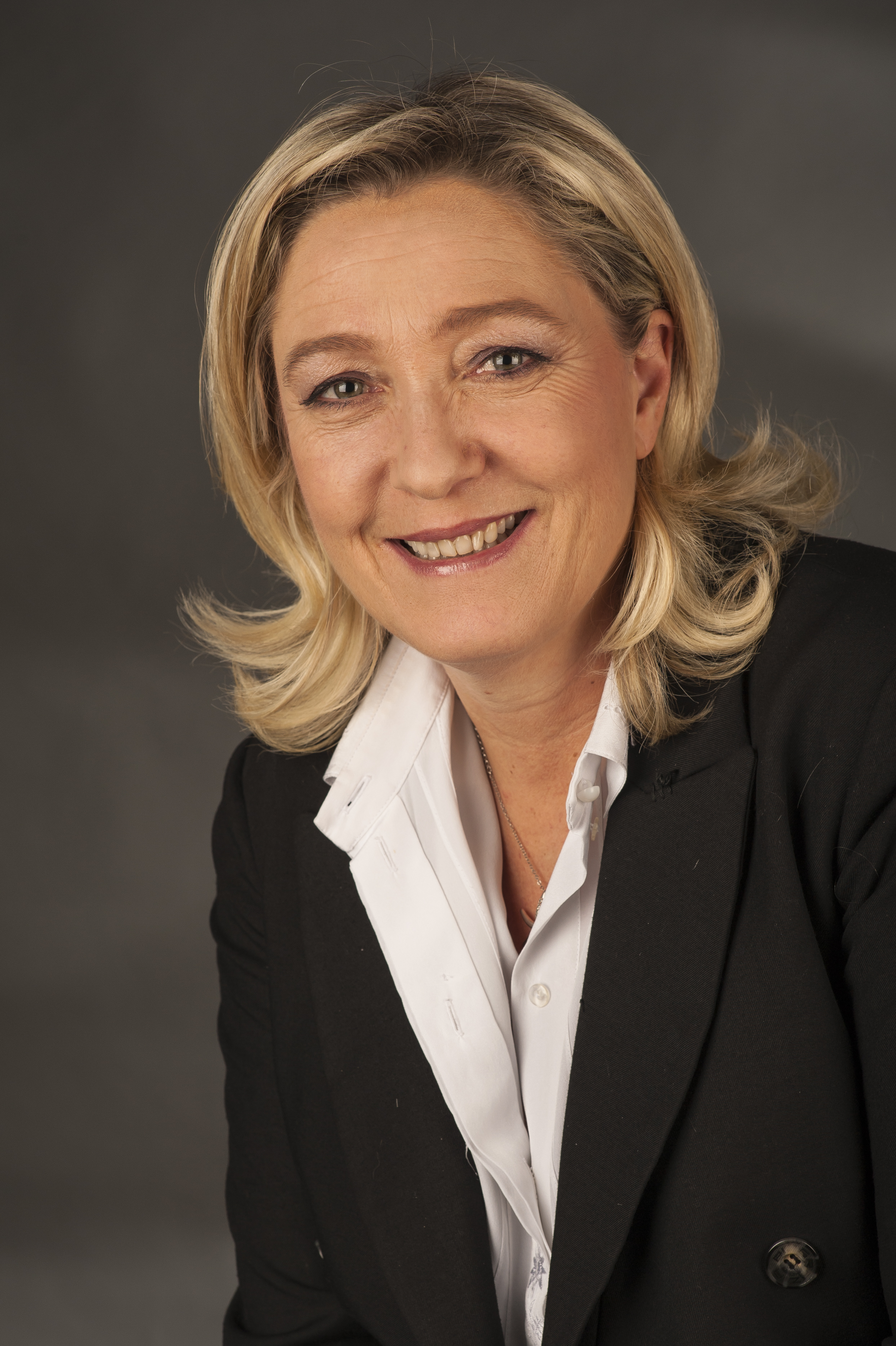
Marine Le Pen Front national
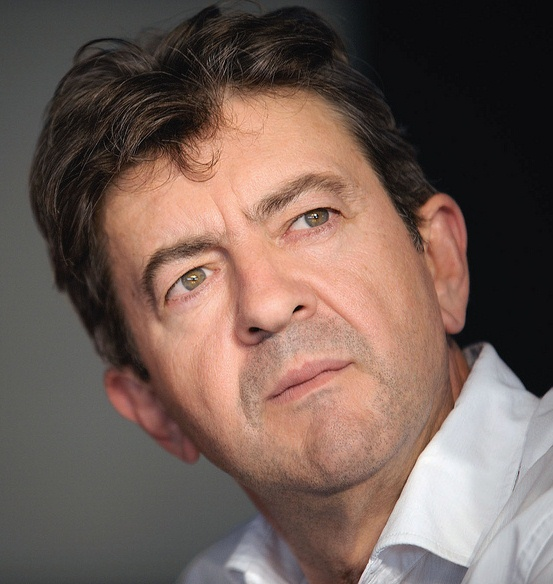
Jean-Luc Mélenchon Front de gauche
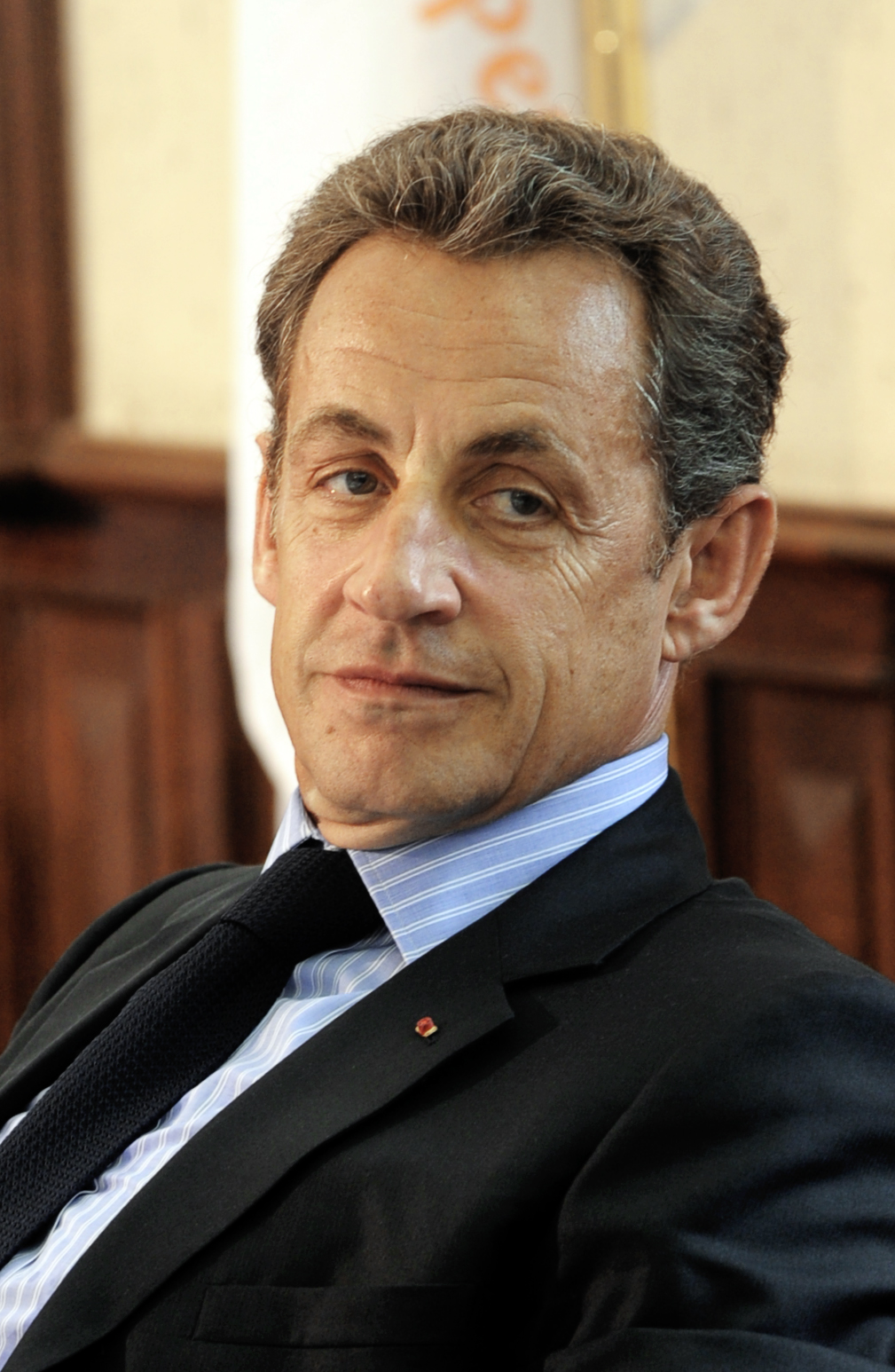
Nicolas Sarkozy Unió per un Moviment Popular (2007: 31,18% i 53,06%)
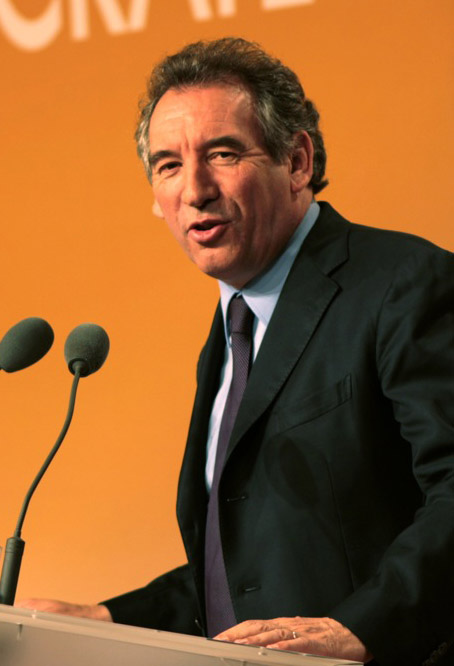
François Bayrou Moviment Demòcrata (2007: 18,57%)
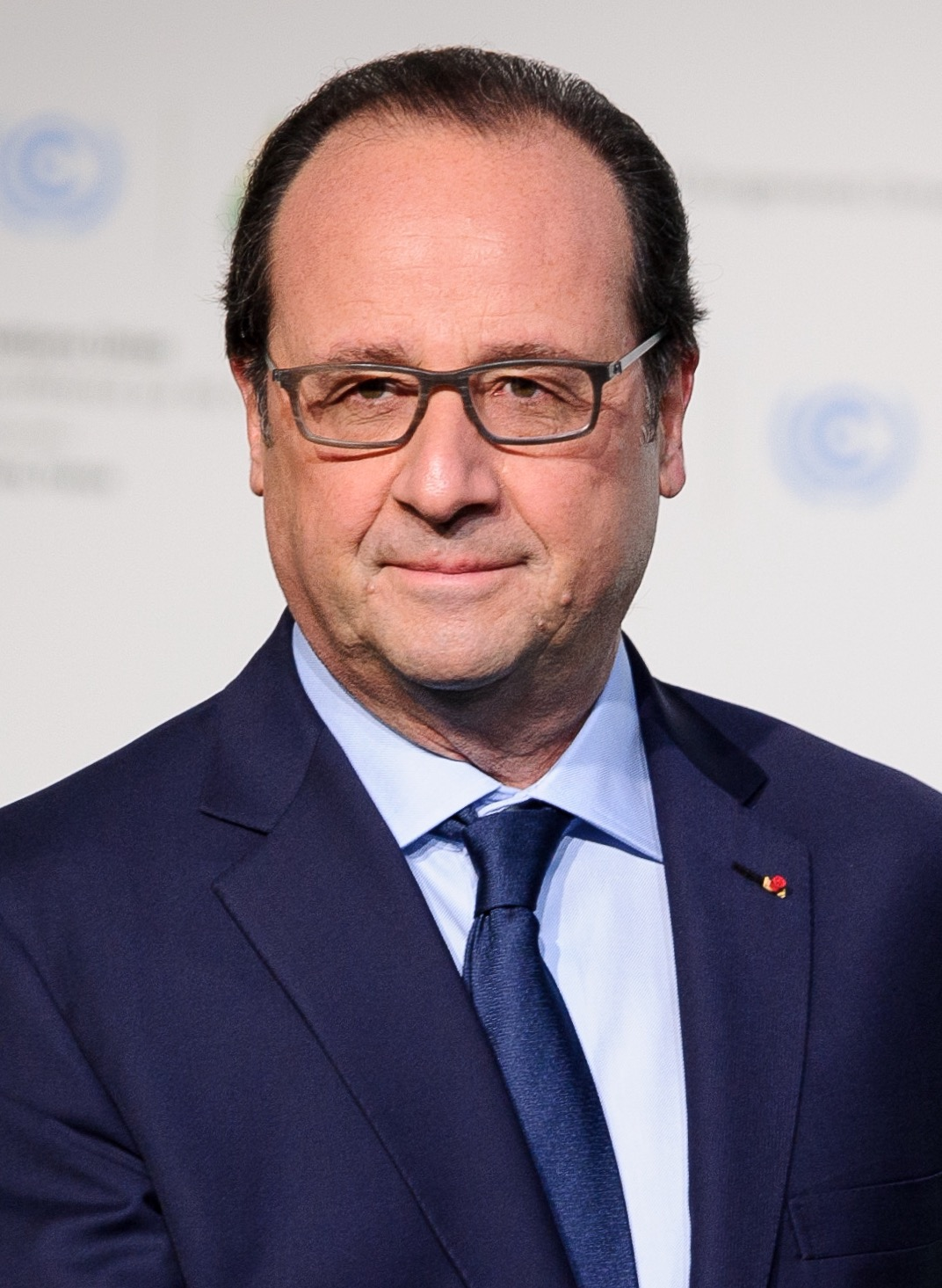
François Hollande Partit Socialista
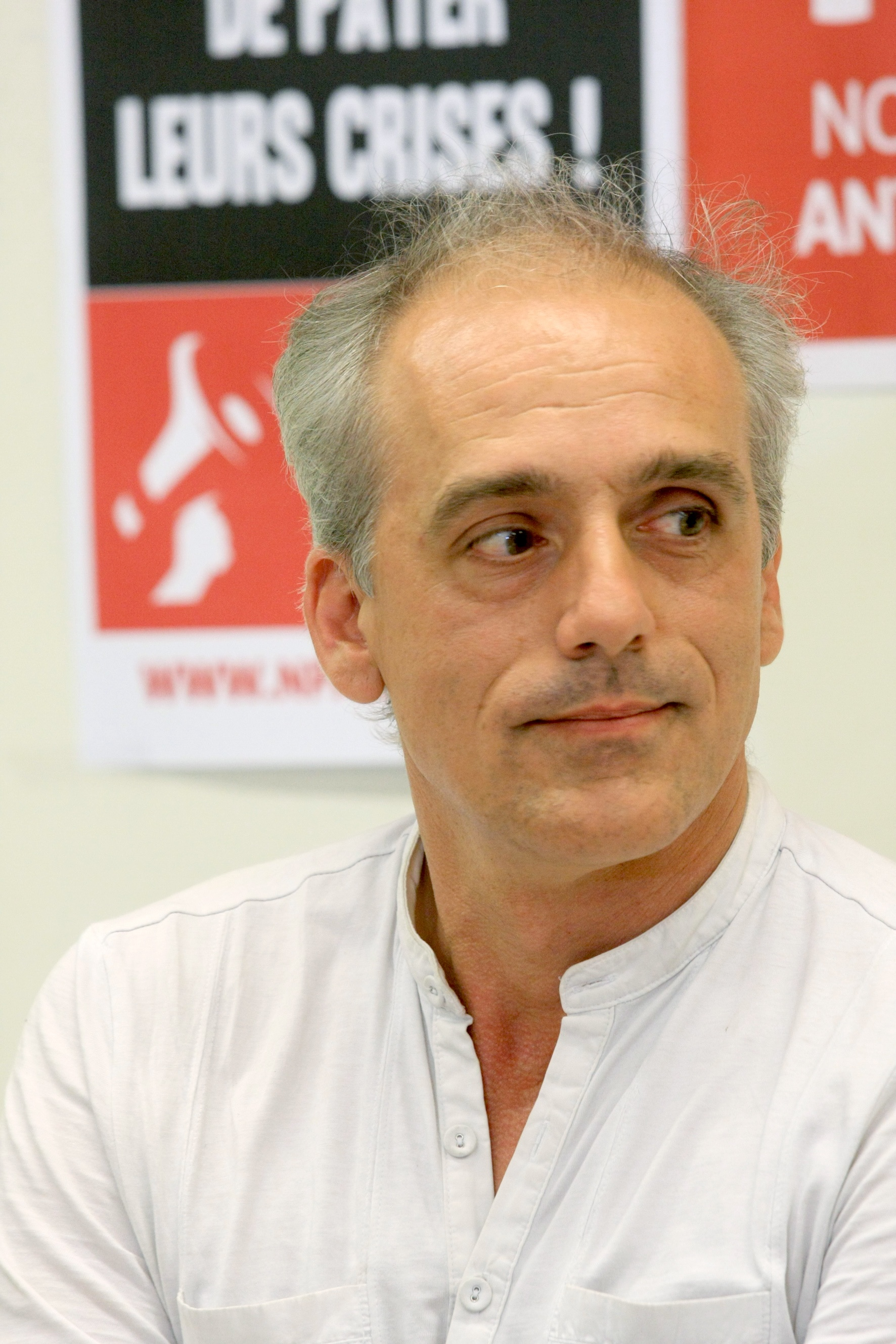
Philippe Poutou Nou Partit Anticapitalista
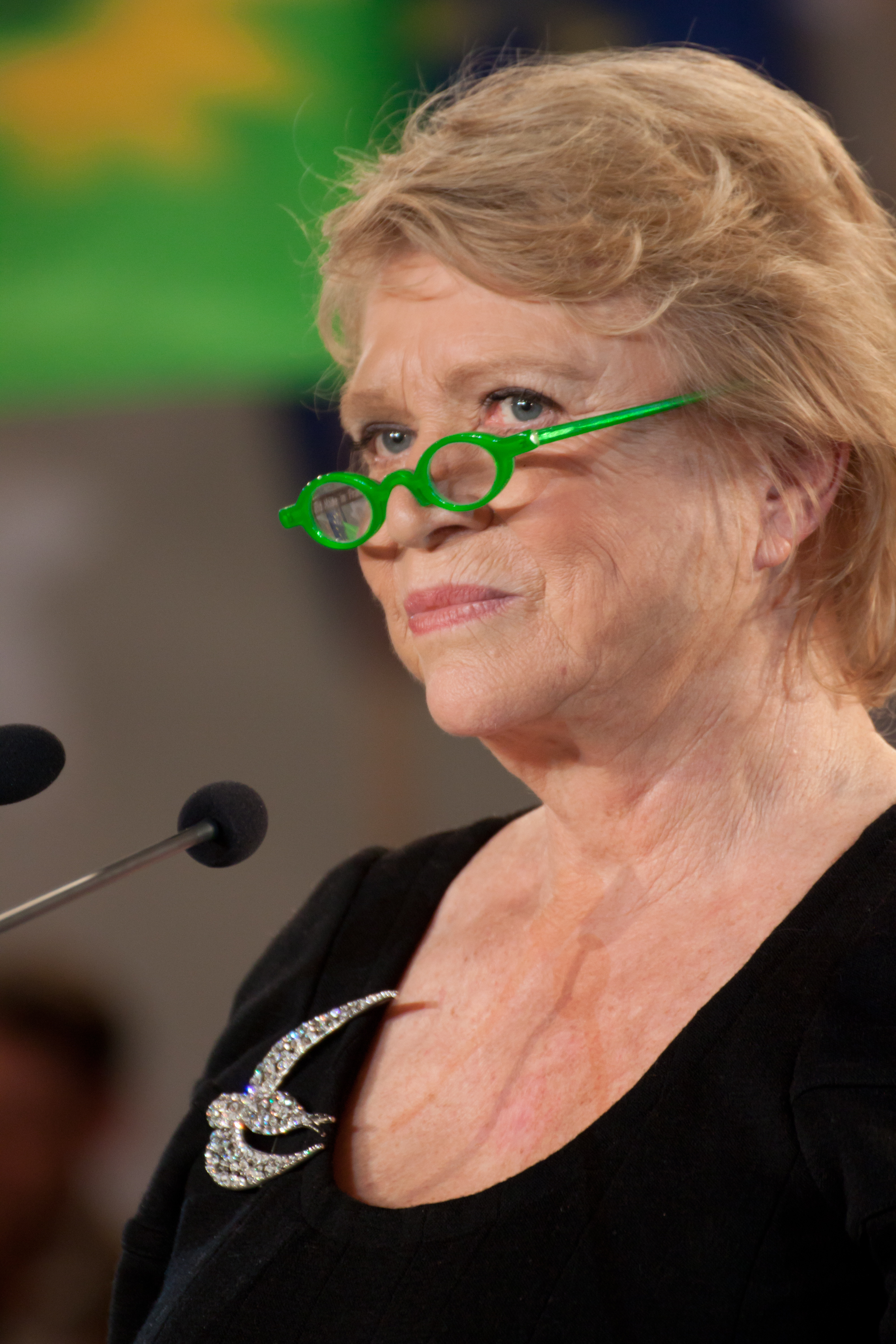
Eva Joly Europa Ecologia

## Sondeigs preelectorals

### Primera volta
| Font del sondeig                                 | Data                           | Mostra | Abstenció/ vot de protesta/vot nul |                       | Nicolas Dupont-Aignan             | photografia de Nicolas Sarkozy                 |                                 | François Bayrou           | Eva Joly                       | François Hollande          | Jean-Luc Mélenchon         | Philippe Poutou                   | Nathalie Artaud       |
| ------------------------------------------------ | ------------------------------ | ------ | ---------------------------------- | --------------------- | --------------------------------- | ---------------------------------------------- | ------------------------------- | ------------------------- | ------------------------------ | -------------------------- | -------------------------- | --------------------------------- | --------------------- |
| Font del sondeig                                 | Data                           | Mostra | Abstenció/ vot de protesta/vot nul |                       |                                   |                                                | .                               |                           |                                |                            |                            |                                   |                       |
| Font del sondeig                                 | Data                           | Mostra | Abstenció/ vot de protesta/vot nul | Le Pen Front Nacional | Dupont-Aignan Aixeca la República | Sarkozy Unió per a un Moviment Popular – Pres. | Cheminade Solidaritat i Progrés | Bayrou Moviment Demòcrata | Joly Europa Ecologia Els Verds | Hollande Partit Socialista | Mélenchon Front d'Esquerra | Poutou Nou Partit Anticapitalista | Arthaud Lluita Obrera |
| CSA Arxivat 2012-03-24 a Wayback Machine.        | 19–20 de març de 2012          | 888    | 10%                                | 13,5%                 | 0,5%                              | 30%                                            | <0,5%                           | 13%                       | 2%                             | 28%                        | 13%                        | <0,5%                             | <0,5%                 |
| BVA Arxivat 2012-03-25 a Wayback Machine.        | 21–22 de març de 2012          | 926    | 4%                                 | 13%                   | 1,5%                              | 28%                                            | <0,5%                           | 12%                       | 2%                             | 29,5%                      | 14%                        | 0%                                | 0%                    |
| Ipsos Arxivat 2012-04-17 a Wayback Machine.      | 23–24 de març de 2012          | 978    | 12%                                | 16%                   | 1%                                | 27,5%                                          | <0,5%                           | 11,5%                     | 2%                             | 28%                        | 13%                        | 0,5%                              | 0,5%                  |
| Harris Arxivat 2012-07-19 a Wayback Machine.     | 22–26 de març de 2012          | 1.231  | –                                  | 16%                   | 1%                                | 28%                                            | <0,5%                           | 11%                       | 3%                             | 27%                        | 13%                        | 0,5%                              | 0,5%                  |
| Opinion Way                                      | 26–27 de març de 2012          | 1.148  | 9%                                 | 17%                   | 1%                                | 28%                                            | 0,5%                            | 12%                       | 2%                             | 27%                        | 11%                        | 0,5%                              | 1%                    |
| TNS-sofres Arxivat 2012-04-17 a Wayback Machine. | 26–27 de març de 2012          | 1.000  | 22%                                | 15%                   | 1%                                | 29%                                            | 0,5%                            | 10%                       | 2%                             | 28%                        | 13,5%                      | 0,5%                              | 0,5%                  |
| CSA Arxivat 2012-04-16 a Wayback Machine.        | 26–27 de març de 2012          | 876    | 14%                                | 15%                   | 0,5%                              | 30%                                            | <0,5%                           | 12,5%                     | 2,5%                           | 26%                        | 12,5%                      | 0,5%                              | 0,5%                  |
| BVA Arxivat 2016-03-23 a Wayback Machine.        | 29–31 de març de 2012          | 2.555  | 7%                                 | 15%                   | 1%                                | 27%                                            | <0,5%                           | 11%                       | 2%                             | 28%                        | 14%                        | 1%                                | 1%                    |
| LH2 Arxivat 2012-04-17 a Wayback Machine.        | 30–31 de març de 2012          | 973    | 17%                                | 13,5%                 | 0,5%                              | 27,5%                                          | 0%                              | 12%                       | 2%                             | 28,5%                      | 15%                        | 0,5%                              | 0,5%                  |
| Ipsos Arxivat 2012-04-17 a Wayback Machine.      | 30–31 de març de 2012          | 881    | 11%                                | 14%                   | 1%                                | 29,5%                                          | <0,5%                           | 10%                       | 2%                             | 27,5%                      | 14,5%                      | 0,5%                              | 1%                    |
| Harris Arxivat 2012-07-19 a Wayback Machine.     | 29 de març - 2 d'abril de 2012 | 1.059  | –                                  | 16%                   | 1%                                | 29%                                            | <0,5%                           | 10%                       | 3%                             | 26%                        | 14%                        | 0,5%                              | <0,5%                 |
| CSA Arxivat 2012-04-16 a Wayback Machine.        | 2–3 d'abril de 2012            | 884    | –                                  | 13%                   | 0,5%                              | 30%                                            | <0,5%                           | 10%                       | 1,5%                           | 29%                        | 15%                        | 0,5%                              | 0,5%                  |
| Opinion Way                                      | 3–4 d'abril de 2012            | 969    | 9%                                 | 16%                   | 1%                                | 28,5%                                          | 0%                              | 11%                       | 2%                             | 26%                        | 14%                        | 1%                                | 0,5%                  |
| Harris Arxivat 2012-07-19 a Wayback Machine.     | 3–6 d'abril de 2012            | 1.033  | –                                  | 16%                   | 1%                                | 28%                                            | <0,5%                           | 10%                       | 3%                             | 27%                        | 13%                        | 1%                                | 1%                    |
| Ifop Arxivat 2012-04-17 a Wayback Machine.       | 5–7 d'abril de 2012            | 1.869  | –                                  | 16,5%                 | 1%                                | 28,5%                                          | <0,5%                           | 9,5%                      | 2,5%                           | 27%                        | 14%                        | 0,5%                              | 0,5%                  |
| Ipsos Arxivat 2012-04-17 a Wayback Machine.      | 6–7 d'abril de 2012            | 955    | 10%                                | 15%                   | 1%                                | 29%                                            | <0,5%                           | 9,5%                      | 1,5%                           | 28,5%                      | 14,5%                      | 0,5%                              | 0,5%                  |
| Opinion Way                                      | 10–11 d'abril de 2012          | 1.007  | 12%                                | 16%                   | 2%                                | 28%                                            | 0%                              | 10%                       | 2,5%                           | 27%                        | 13%                        | 1%                                | 1%                    |
| CSA Arxivat 2012-04-17 a Wayback Machine.        | 10–11 d'abril de 2012          | 1.013  | –                                  | 15%                   | 1%                                | 26%                                            | 0,5%                            | 11%                       | 1,5%                           | 27%                        | 17%                        | 0,5%                              | 0,5%                  |
| BVA Arxivat 2016-03-22 a Wayback Machine.        | 11–12 d'abril de 2012          | 885    | 4%                                 | 15%                   | 0,5%                              | 27%                                            | 0,5%                            | 11%                       | 2%                             | 30%                        | 13%                        | 0,5%                              | 0,5%                  |
| TNS-sofres Arxivat 2012-04-17 a Wayback Machine. | 11–12 d'abril de 2012          | 1.000  | 27%                                | 16%                   | 1%                                | 26%                                            | <0,5%                           | 9%                        | 2,5%                           | 28%                        | 16%                        | 0,5%                              | 1%                    |
| Ifop Arxivat 2016-02-02 a Wayback Machine.       | 12-15 d'abril de 2012          | 1.808  | -                                  | 15,5%                 | 1%                                | 27%                                            | 0%                              | 9,5%                      | 3%                             | 28%                        | 14,5%                      | 1%                                | 0,5%                  |
| Harris Arxivat 2012-07-20 a Wayback Machine.     | 12-16 d'abril de 2012          | 991    | -                                  | 17%                   | 1,5%                              | 28%                                            | 0%                              | 11%                       | 2%                             | 27%                        | 12%                        | 1%                                | 0,5%                  |
| Ipsos Arxivat 2012-06-01 a Wayback Machine.      | 13-14 d'abril de 2012          | 894    | 14%                                | 15,5%                 | 1%                                | 27%                                            | 0,5%                            | 10%                       | 2,5%                           | 27%                        | 14,5%                      | 1%                                | 1%                    |
| CSA Arxivat 2012-04-18 a Wayback Machine.        | 16-17 d'abril de 2012          | 886    | -                                  | 17%                   | 1,5%                              | 24%                                            | 0%                              | 10%                       | 2%                             | 29%                        | 15%                        | 1%                                | 0,5%                  |
| BVA Arxivat 2012-04-26 a Wayback Machine.        | 16-17 d'abril de 2012          | 1.181  | -                                  | 14%                   | 1%                                | 27,5%                                          | 0%                              | 12%                       | 2%                             | 29,5%                      | 13%                        | 1%                                | 0%                    |
| Opinion Way                                      | 16-17 d'abril de 2012          | 1.002  | 8%                                 | 16%                   | 1,5%                              | 27,5%                                          | 0%                              | 10%                       | 2%                             | 27,5%                      | 13%                        | 2%                                | 0,5%                  |
| LH2 Arxivat 2012-05-03 a Wayback Machine.        | 17-18 d'abril de 2012          | 956    | 28%                                | 15,5%                 | 1,5%                              | 26,5%                                          | 0%                              | 10%                       | 2,5%                           | 27%                        | 15%                        | 1%                                | 1%                    |
| Ifop                                             | 17–20 d'abril de 2012          | 2.592  | –                                  | 16%                   | 1,5%                              | 27%                                            | 0%                              | 10,5%                     | 3%                             | 27%                        | 13,5%                      | 1%                                | 0,5%                  |
| CSA Arxivat 2012-06-17 a Wayback Machine.        | 18-19 d'abril de 2012          | 1.005  | -                                  | 16%                   | 1,5%                              | 25%                                            | 0%                              | 10,5%                     | 2%                             | 28%                        | 14,5%                      | 1,5%                              | 1%                    |
| BVA Arxivat 2012-05-05 a Wayback Machine.        | 18-19 d'abril de 2012          | 2.161  | 5%                                 | 14%                   | 2%                                | 26,5%                                          | 0%                              | 10%                       | 2%                             | 30%                        | 14%                        | 1,5%                              | 0%                    |
| Ipsos Arxivat 2012-06-01 a Wayback Machine.      | 18-19 d'abril de 2012          | 1.021  | 14%                                | 16%                   | 1,5%                              | 25,5%                                          | 0,5%                            | 10%                       | 2%                             | 29%                        | 14%                        | 1,5%                              | 0%                    |
| Harris Arxivat 2012-07-20 a Wayback Machine.     | 18-19 d'abril de 2012          | 1,068  | -                                  | 16%                   | 2%                                | 26,5%                                          | 0%                              | 11%                       | 3%                             | 27,5%                      | 12%                        | 1,5%                              | 0,5%                  |
| TNS-sofres Arxivat 2012-04-23 a Wayback Machine. | 18-19 d'abril de 2012          | 1.000  | -                                  | 17%                   | 2%                                | 27%                                            | 0%                              | 10%                       | 3%                             | 27%                        | 13%                        | 1%                                | 0%                    |

### Segona volta

#### Abans de la celebració de la 1a volta
| Font del sondeig                                         | Data                                 | Mostra | Abstenció/ vot de protesta/ vot nul | Nicolas Sarkozy             | François Hollande    |
| -------------------------------------------------------- | ------------------------------------ | ------ | ----------------------------------- | --------------------------- | -------------------- |
| Font del sondeig                                         | Data                                 | Mostra | Abstenció/ vot de protesta/ vot nul |                             |                      |
| Font del sondeig                                         | Data                                 | Mostra | Abstenció/ vot de protesta/ vot nul | Nicolas Sarkozy UMP – Pres. | François Hollande PS |
| CSA Arxivat 2018-02-18 at Archive.is                     | 4–5 de novembre de 2009              | 910    | 40%                                 | 57%                         | 43%                  |
| TNS Sofres Arxivat 2011-09-27 a Wayback Machine.         | 20–21 d'agost de 2010                | 1.000  | 19%                                 | 50%                         | 50%                  |
| Ifop Arxivat 2011-09-20 a Wayback Machine.               | 18–19 de novembre de 2010            | 811    | –                                   | 47%                         | 53%                  |
| TNS Sofres Arxivat 2011-09-27 a Wayback Machine.         | 19–20 de novembre de 2010            | 1.000  | 24%                                 | 45%                         | 55%                  |
| CSA Arxivat 2011-01-24 a Wayback Machine.                | 17–18 de gener de 2011               | 847    | –                                   | 45%                         | 55%                  |
| CSA                                                      | 14–15 de febrer de 2011              | 1.005  | –                                   | 46%                         | 54%                  |
| TNS Sofres Arxivat 2011-09-27 a Wayback Machine.         | 18–19 de febrer de 2011              | 1.000  | 22%                                 | 44%                         | 56%                  |
| Ifop Arxivat 2011-07-02 a Wayback Machine.               | 20–21 d'abril de 2011                | 917    | –                                   | 44%                         | 56%                  |
| LH2 Arxivat 2011-07-21 a Wayback Machine.                | 6–7 de maig de 2011                  | 565    | 14%                                 | 40%                         | 60%                  |
| BVA                                                      | 20–21 de maig de 2011                | 960    | 19%                                 | 38%                         | 62%                  |
| TNS Sofres Arxivat 2011-09-27 a Wayback Machine.         | 20–21 de maig de 2011                | 1.013  | 15%                                 | 42%                         | 58%                  |
| Harris Interactive Arxivat 2011-09-02 a Wayback Machine. | 3–5 de juny de 2011                  | 1.449  | –                                   | 40%                         | 60%                  |
| LH2                                                      | 8–9 de juliol de 2011                | 957    | 7%                                  | 40%                         | 60%                  |
| BVA Arxivat 2012-03-16 a Wayback Machine.                | 8–9 de juliol de 2011                | 782    | –                                   | 42%                         | 58%                  |
| Ifop Arxivat 2012-03-18 a Wayback Machine.               | 19–21 de juliol de 2011              | 1.002  | –                                   | 43%                         | 57%                  |
| Ifop Arxivat 2012-03-19 a Wayback Machine.               | 30 d'agost - 2 de setembre de 2011   | 1.918  | –                                   | 41%                         | 59%                  |
| LH2                                                      | 2–3 de setembre de 2011              | 818    | –                                   | 43%                         | 57%                  |
| LH2 Arxivat 2011-10-05 a Wayback Machine.                | 30 de setembre – 1 d'octubre de 2011 | 975    | –                                   | 40%                         | 60%                  |
| CSA Arxivat 2012-03-30 a Wayback Machine.                | 17 d'octubre de 2011                 | 1.010  | –                                   | 38%                         | 62%                  |
| BVA Arxivat 2012-04-02 a Wayback Machine.                | 17–18 d'octubre de 2011              | 950    | –                                   | 36%                         | 64%                  |
| Ifop                                                     | 18–20 d'octubre de 2011              | 941    | –                                   | 40%                         | 60%                  |
| LH2                                                      | 21–22 d'octubre de 2011              | 975    | –                                   | 40%                         | 60%                  |
| Ipsos Arxivat 2012-04-20 a Wayback Machine.              | 28–29 d'octubre de 2011              | 970    | 15%                                 | 38%                         | 62%                  |
| BVA                                                      | 4–5 de novembre de 2011              | 973    | –                                   | 39%                         | 61%                  |
| Ipsos Arxivat 2012-04-07 a Wayback Machine.              | 2–3 de desembre de 2011              | 955    | –                                   | 40%                         | 60%                  |
| CSA                                                      | 12–13 de desembre de 2011            | 1.006  | 25%                                 | 42%                         | 58%                  |
| Ifop Arxivat 2014-01-18 a Wayback Machine.               | 4–6 de gener de 2012                 | 1.163  | –                                   | 46%                         | 54%                  |
| BVA                                                      | 6–7 de gener de 2012                 | 973    | 24%                                 | 43%                         | 57%                  |
| CSA Arxivat 2012-02-16 a Wayback Machine.                | 9–10 de gener de 2012                | 1.005  | 15%                                 | 43%                         | 57%                  |
| Opinion Way Arxivat 2012-01-15 a Wayback Machine.        | 10–11 de gener de 2012               | 1.060  | 28%                                 | 45%                         | 55%                  |
| Ifop Arxivat 2012-04-20 a Wayback Machine.               | 11–13 de gener de 2012               | 1.550  | –                                   | 43%                         | 57%                  |
| LH2 Arxivat 2012-01-23 a Wayback Machine.                | 13–14 de gener de 2012               | 966    | 22%                                 | 43%                         | 57%                  |
| Ipsos Arxivat 2012-01-27 a Wayback Machine.              | 13–14 de gener de 2012               | 949    | –                                   | 41%                         | 59%                  |
| BVA Arxivat 2012-01-31 a Wayback Machine.                | 18–19 de gener de 2012               | 974    | 19%                                 | 43%                         | 57%                  |
| CSA Arxivat 2012-01-30 a Wayback Machine.                | 23–24 de gener de 2012               | 898    | 19%                                 | 40%                         | 60%                  |
| Opinion Way                                              | 23–25 de gener de 2012               | 1.087  | 23%                                 | 44%                         | 56%                  |
| Ifop Arxivat 2016-02-02 a Wayback Machine.               | 29–30 de gener de 2012               | 1.387  | –                                   | 42%                         | 58%                  |
| TNS-sofres Arxivat 2012-12-15 a Wayback Machine.         | 30 de gener de 2012                  | 1.000  | 21%                                 | 42%                         | 58%                  |
| BVA Arxivat 2012-02-05 a Wayback Machine.                | 30–31 de gener de 2012               | 1.448  | 15%                                 | 43%                         | 57%                  |
| LH2 Arxivat 2012-02-26 a Wayback Machine.                | 3–4 de febrer de 2012                | 955    | 22%                                 | 43%                         | 57%                  |
| BVA Arxivat 2012-02-11 a Wayback Machine.                | 3–4 de febrer de 2012                | 968    | 14%                                 | 42%                         | 58%                  |
| Ipsos Arxivat 2012-02-27 a Wayback Machine.              | 3–4 de febrer de 2012                | 953    | –                                   | 41%                         | 59%                  |
| CSA Arxivat 2012-02-27 a Wayback Machine.                | 6–7 de febrer de 2012                | 869    | 19%                                 | 40%                         | 60%                  |
| Opinion Way Arxivat 2012-05-22 a Wayback Machine.        | 6–8 de febrer de 2012                | 1.346  | 14%                                 | 44%                         | 56%                  |
| Ifop                                                     | 9–12 de febrer de 2012               | 1.723  | –                                   | 42.5%                       | 57.5%                |
| Harris Interactive Arxivat 2012-07-20 a Wayback Machine. | 9–13 de febrer de 2012               | 954    | –                                   | 43%                         | 57%                  |
| BVA Arxivat 2012-02-20 a Wayback Machine.                | 15–16 de febrer de 2012              | 949    | 15%                                 | 44%                         | 56%                  |
| LH2 Arxivat 2012-03-11 a Wayback Machine.                | 17–18 de febrer de 2012              | 967    | 25%                                 | 45%                         | 55%                  |
| Opinion Way                                              | 17–18 de febrer de 2012              | 975    | 25%                                 | 44%                         | 56%                  |
| Ipsos Arxivat 2012-02-27 a Wayback Machine.              | 17–18 de febrer de 2012              | 969    | 21%                                 | 41%                         | 59%                  |
| CSA Arxivat 2012-04-17 a Wayback Machine.                | 20 de febrer de 2012                 | 891    | 19%                                 | 44%                         | 56%                  |
| Ipsos Arxivat 2012-06-01 a Wayback Machine.              | 24–25 de febrer de 2012              | 959    | 16%                                 | 42%                         | 58%                  |
| Ifop                                                     | 23–26 de febrer de 2012              | 1.723  | –                                   | 43.5%                       | 56.5%                |
| TNS-sofres Arxivat 2012-03-23 a Wayback Machine.         | 28 de febrer de 2012                 | 1.000  | 25%                                 | 43%                         | 57%                  |
| LH2 Arxivat 2012-03-11 a Wayback Machine.                | 2–3 de març de 2012                  | 971    | –                                   | 42%                         | 58%                  |
| BVA Arxivat 2012-03-24 a Wayback Machine.                | 2–3 de març de 2012                  | 963    | –                                   | 41%                         | 59%                  |
| Ipsos Arxivat 2012-03-24 a Wayback Machine.              | 2–3 de març de 2012                  | 966    | 20%                                 | 42%                         | 58%                  |
| Harris Interactive Arxivat 2012-07-20 a Wayback Machine. | 1–5 de març de 2012                  | 975    | –                                   | 44%                         | 56%                  |
| CSA Arxivat 2012-04-16 a Wayback Machine.                | 5 de març de 2012                    | 888    | 19%                                 | 44%                         | 56%                  |
| Opinion Way                                              | 5–7 de març de 2012                  | 1.221  | 24%                                 | 44%                         | 56%                  |
| Ifop Arxivat 2013-12-09 a Wayback Machine.               | 11–12 de març de 2012                | 1.638  | –                                   | 45.5%                       | 54.5%                |
| TNS-sofres Arxivat 2012-03-23 a Wayback Machine.         | 12 de març de 2012                   | 1.000  | 24%                                 | 42%                         | 58%                  |
| CSA Arxivat 2012-03-16 a Wayback Machine.                | 12–13 de març de 2012                | 861    | 17%                                 | 46%                         | 54%                  |
| Opinion Way                                              | 14–15 de març de 2012                | 1.183  | 20%                                 | 45%                         | 55%                  |
| Ifop Arxivat 2016-02-02 a Wayback Machine.               | 16–17 de març de 2012                | 961    | –                                   | 46%                         | 54%                  |
| LH2 Arxivat 2012-03-23 a Wayback Machine.                | 16–17 de març de 2012                | 962    | 22%                                 | 45%                         | 55%                  |
| Ipsos Arxivat 2012-03-28 a Wayback Machine.              | 16–17 de març de 2012                | 950    | 17%                                 | 44%                         | 56%                  |
| Harris Interactive Arxivat 2012-07-20 a Wayback Machine. | 15–19 de març de 2012                | 1.097  | –                                   | 44%                         | 56%                  |
| CSA Arxivat 2012-03-24 a Wayback Machine.                | 19–20 de març de 2012                | 888    | 16%                                 | 46%                         | 54%                  |
| BVA Arxivat 2012-03-25 a Wayback Machine.                | 21–22 de març de 2012                | 926    | 12%                                 | 46%                         | 54%                  |
| Ipsos Arxivat 2012-04-17 a Wayback Machine.              | 23–24 de març de 2012                | 978    | 19%                                 | 46%                         | 54%                  |
| Harris Interactive Arxivat 2012-07-19 a Wayback Machine. | 22–26 de març de 2012                | 1.231  | –                                   | 46%                         | 54%                  |
| Opinion Way                                              | 26–27 de març de 2012                | 1.148  | 19%                                 | 46%                         | 54%                  |
| TNS-sofres Arxivat 2012-04-17 a Wayback Machine.         | 26–27 de març de 2012                | 1.000  | 22%                                 | 45%                         | 55%                  |
| CSA Arxivat 2012-04-16 a Wayback Machine.                | 26–27 de març de 2012                | 876    | 19%                                 | 47%                         | 53%                  |
| LH2 Arxivat 2012-04-17 a Wayback Machine.                | 30–31 de març de 2012                | 973    | 21%                                 | 46%                         | 54%                  |
| Ipsos Arxivat 2012-04-17 a Wayback Machine.              | 30–31 de març de 2012                | 881    | 17%                                 | 45%                         | 55%                  |
| Harris Interactive Arxivat 2012-07-19 a Wayback Machine. | 29 de març - 2 d'abril de 2012       | 1.059  | –                                   | 47%                         | 53%                  |
| CSA Arxivat 2012-04-16 a Wayback Machine.                | 2–3 d'abril de 2012                  | 884    | –                                   | 46%                         | 54%                  |
| Opinion Way                                              | 3–4 d'abril de 2012                  | 969    | 21%                                 | 47%                         | 53%                  |
| Harris Interactive Arxivat 2012-07-19 a Wayback Machine. | 3–6 d'abril de 2012                  | 1.033  | –                                   | 47%                         | 53%                  |
| Ifop Arxivat 2012-04-17 a Wayback Machine.               | 5–7 d'abril de 2012                  | 1.869  | –                                   | 47%                         | 53%                  |
| Ipsos Arxivat 2012-04-17 a Wayback Machine.              | 6–7 d'abril de 2012                  | 955    | 14%                                 | 45%                         | 55%                  |
| Opinion Way                                              | 10–12 d'abril de 2012                | 1.007  | 21%                                 | 46%                         | 54%                  |
| CSA Arxivat 2012-04-17 a Wayback Machine.                | 10–11 d'abril de 2012                | 1.013  | –                                   | 43%                         | 57%                  |
| BVA Arxivat 2016-03-22 a Wayback Machine.                | 11–12 d'abril de 2012                | 885    | 14%                                 | 44%                         | 56%                  |
| TNS-sofres Arxivat 2012-04-17 a Wayback Machine.         | 11–12 d'abril de 2012                | 1.000  | 23%                                 | 44%                         | 56%                  |
| Ipsos Arxivat 2012-06-01 a Wayback Machine.              | 13-14 d'abril de 2012                | 894    | 18%                                 | 44%                         | 56%                  |
| Ifop Arxivat 2016-02-02 a Wayback Machine.               | 12-15 d'abril de 2012                | 1.808  | -                                   | 44.5%                       | 55.5%                |
| Harris Interactive Arxivat 2012-07-20 a Wayback Machine. | 12-16 d'abril de 2012                | 991    | -                                   | 47%                         | 53%                  |
| CSA Arxivat 2012-04-18 a Wayback Machine.                | 16-17 d'abril de 2012                | 886    | -                                   | 42%                         | 58%                  |
| BVA Arxivat 2012-04-26 a Wayback Machine.                | 16-17 d'abril de 2012                | 1.161  | 14%                                 | 44%                         | 56%                  |
| Opinion Way                                              | 16-17 d'abril de 2012                | 1.002  | 20%                                 | 45%                         | 55%                  |
| LH2 Arxivat 2012-05-03 a Wayback Machine.                | 17-18 d'abril de 2012                | 956    | 23%                                 | 44%                         | 56%                  |
| Ifop Arxivat 2012-05-14 a Wayback Machine.               | 17–20 d'abril de 2012                | 2.592  | –                                   | 46%                         | 54%                  |
| CSA Arxivat 2012-06-17 a Wayback Machine.                | 18-19 d'abril de 2012                | 1.005  | -                                   | 43%                         | 57%                  |
| BVA Arxivat 2012-05-05 a Wayback Machine.                | 18-19 d'abril de 2012                | 2.161  | -                                   | 43%                         | 57%                  |
| Ipsos Arxivat 2012-06-01 a Wayback Machine.              | 18-19 d'abril de 2012                | 1.021  | -                                   | 44%                         | 56%                  |
| Harris Interactive Arxivat 2012-07-20 a Wayback Machine. | 18-19 d'abril de 2012                | 1.068  | -                                   | 46%                         | 54%                  |
| TNS-sofres                                               | 18-19 d'abril de 2012                | 1.000  | -                                   | 45%                         | 55%                  |
| Font del sondeig                                         | Data                                 | Mostra | Abstenció/ vot de protesta/ vot nul | Nicolas Sarkozy             | François Hollande    |
| Font del sondeig                                         | Data                                 | Mostra | Abstenció/ vot de protesta/ vot nul |                             |                      |
| Font del sondeig                                         | Data                                 | Mostra | Abstenció/ vot de protesta/ vot nul | Nicolas Sarkozy UMP – Pres. | François Hollande PS |

#### Després de la celebració de la 1a volta
| Font del sondeig                                 | Data                           | Mostra | Abstenció/ vot de protesta/ vot nul | Nicolas Sarkozy             | François Hollande    |
| ------------------------------------------------ | ------------------------------ | ------ | ----------------------------------- | --------------------------- | -------------------- |
| Font del sondeig                                 | Data                           | Mostra | Abstenció/ vot de protesta/ vot nul |                             |                      |
| Font del sondeig                                 | Data                           | Mostra | Abstenció/ vot de protesta/ vot nul | Nicolas Sarkozy UMP – Pres. | François Hollande PS |
| Ifop Arxivat 2012-11-27 a Wayback Machine.       | 22 d'abril de 2012             | 1.004  | –                                   | 45,5%                       | 54,5%                |
| Ipsos Arxivat 2012-05-12 a Wayback Machine.      | 22 d'abril de 2012             | 1.090  | 15%                                 | 46%                         | 54%                  |
| CSA Arxivat 2012-05-26 a Wayback Machine.        | 22 d'abril de 2012             | 1.009  | –                                   | 44%                         | 56%                  |
| BVA Arxivat 2012-04-27 a Wayback Machine.        | 22 d'abril de 2012             | 678    | 10%                                 | 47%                         | 53%                  |
| Harris Arxivat 2012-05-12 a Wayback Machine.     | 22 d'abril de 2012             | 1.088  | –                                   | 46%                         | 54%                  |
| OpinionWay Arxivat 2012-05-03 a Wayback Machine. | 23-24 d'abril de 2012          | 1.227  | 15%                                 | 46%                         | 54%                  |
| Ifop                                             | 25 d'abril de 2012             | 1.507  | –                                   | 45%                         | 55%                  |
| Harris Arxivat 2012-05-12 a Wayback Machine.     | 25-26 d'abril de 2012          | 1.032  | -                                   | 45%                         | 55%                  |
| LH2 Arxivat 2012-05-03 a Wayback Machine.        | 27-28 d'abril de 2012          | 958    | –                                   | 46%                         | 54%                  |
| Ipsos Arxivat 2012-05-02 a Wayback Machine.      | 27-28 d'abril de 2012          | 988    | -                                   | 47%                         | 53%                  |
| Ifop                                             | 27-29 d'abril de 2012          | 1.962  | -                                   | 46%                         | 54%                  |
| BVA                                              | 30 d'abril - 1 de maig de 2012 | 1.387  | -                                   | 46,5%                       | 53,5%                |
| LH2 Arxivat 2012-05-04 a Wayback Machine.        | 30 d'abril - 2 de maig de 2012 | 1.565  | –                                   | 47%                         | 53%                  |
| OpinionWay                                       | 2–3 de maig de 2012            | 2.101  | –                                   | 47,5%                       | 52,5%                |
| Harris Interacive                                | 2–3 de maig de 2012            | 1.072  | –                                   | 47%                         | 53%                  |
| BVA Arxivat 2012-05-08 a Wayback Machine.        | 3 de maig de 2012              | 2.161  | -                                   | 47,5%                       | 52,5%                |
| Ipsos Arxivat 2012-06-02 a Wayback Machine.      | 3 de maig de 2012              | 1.018  | -                                   | 47,5%                       | 52,5%                |
| CSA Arxivat 2012-05-23 a Wayback Machine.        | 3 de maig de 2012              | 1.002  | –                                   | 47%                         | 53%                  |
| TNS-sofres                                       | 3 de maig de 2012              | 1.000  | -                                   | 46,5%                       | 53,5%                |

## Resultats

### Primera volta (22 d'abril)

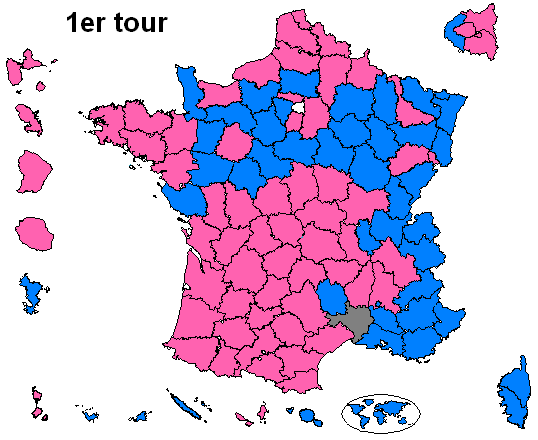
Candidat guanyador en cada departament
* François Hollande
* Nicolas Sarkozy
* Marine Le Pen

| Total                        |                                                |                                                |                                                |                                                |                                                |                                                |            |           |                                   |
| Cens                         | Cens                                           | Cens                                           | Cens                                           | Participació                                   | Participació                                   | Participació                                   | Abstenció  | Abstenció | Abstenció                         |
| Cens                         | Cens                                           | Cens                                           | Cens                                           | Vots                                           | Vots                                           | Percentatge                                    | Vots       | Vots      | Percentatge                       |
| 46.028.542                   | 46.028.542                                     | 46.028.542                                     | 46.028.542                                     | 36.584.399                                     | 36.584.399                                     | 79,48%                                         | 9.444.143  | 9.444.143 | 20,52%                            |
| Vots totals                  |                                                |                                                |                                                |                                                |                                                |                                                |            |           |                                   |
| Vàlids                       | Vàlids                                         | Vàlids                                         | Vàlids                                         | Vàlids                                         | Vàlids                                         | Vàlids                                         | Nuls       | Nuls      | Nuls                              |
| 35.883.209                   | 35.883.209                                     | 35.883.209                                     | 35.883.209                                     | -                                              | -                                              | -                                              | Nuls       | Nuls      | Nuls                              |
|                              | Candidatures                                   | Candidatures                                   | Percentatge                                    | Vots en blanc                                  | Vots en blanc                                  | Percentatge                                    | Nuls       | Nuls      | Nuls                              |
|                              | 35.182.019                                     | 35.182.019                                     | 98,08%                                         | 701.190                                        | 701.190                                        | 1,92%                                          |            |           | %                                 |
| Candidatures                 |                                                |                                                |                                                |                                                |                                                |                                                |            |           |                                   |
| Candidats (Partits polítics) | Candidats (Partits polítics)                   | Candidats (Partits polítics)                   | Candidats (Partits polítics)                   | Candidats (Partits polítics)                   | Candidats (Partits polítics)                   | Candidats (Partits polítics)                   | Vots       | %         | Nº de circumpscripcions guanyades |
|                              | François Hollande (Partit Socialista)          | François Hollande (Partit Socialista)          | François Hollande (Partit Socialista)          | François Hollande (Partit Socialista)          | François Hollande (Partit Socialista)          | François Hollande (Partit Socialista)          | 10.272.705 | 28,63%    | 62                                |
|                              | Nicolas Sarkozy (Unió per un Moviment Popular) | Nicolas Sarkozy (Unió per un Moviment Popular) | Nicolas Sarkozy (Unió per un Moviment Popular) | Nicolas Sarkozy (Unió per un Moviment Popular) | Nicolas Sarkozy (Unió per un Moviment Popular) | Nicolas Sarkozy (Unió per un Moviment Popular) | 9.753.629  | 27,18%    | 43                                |
|                              | Marine Le Pen (Front Nacional)                 | Marine Le Pen (Front Nacional)                 | Marine Le Pen (Front Nacional)                 | Marine Le Pen (Front Nacional)                 | Marine Le Pen (Front Nacional)                 | Marine Le Pen (Front Nacional)                 | 6.421.426  | 17,90%    | 1                                 |
|                              | Jean-Luc Mélenchon (Front d'Esquerra)          | Jean-Luc Mélenchon (Front d'Esquerra)          | Jean-Luc Mélenchon (Front d'Esquerra)          | Jean-Luc Mélenchon (Front d'Esquerra)          | Jean-Luc Mélenchon (Front d'Esquerra)          | Jean-Luc Mélenchon (Front d'Esquerra)          | 3.984.822  | 11,10%    | 0                                 |
|                              | François Bayrou (Moviment Demòcrata)           | François Bayrou (Moviment Demòcrata)           | François Bayrou (Moviment Demòcrata)           | François Bayrou (Moviment Demòcrata)           | François Bayrou (Moviment Demòcrata)           | François Bayrou (Moviment Demòcrata)           | 3.275.122  | 9,13%     |                                   |
|                              | Eva Joly (Europa Ecologia Els Verds)           | Eva Joly (Europa Ecologia Els Verds)           | Eva Joly (Europa Ecologia Els Verds)           | Eva Joly (Europa Ecologia Els Verds)           | Eva Joly (Europa Ecologia Els Verds)           | Eva Joly (Europa Ecologia Els Verds)           | 828.345    | 2,31%     |                                   |
|                              | Nicolas Dupont-Aignan (Aixeca la República)    | Nicolas Dupont-Aignan (Aixeca la República)    | Nicolas Dupont-Aignan (Aixeca la República)    | Nicolas Dupont-Aignan (Aixeca la República)    | Nicolas Dupont-Aignan (Aixeca la República)    | Nicolas Dupont-Aignan (Aixeca la República)    | 643.907    | 1,79%     |                                   |
|                              | Philippe Poutou (Nou Partit Anticapitalista)   | Philippe Poutou (Nou Partit Anticapitalista)   | Philippe Poutou (Nou Partit Anticapitalista)   | Philippe Poutou (Nou Partit Anticapitalista)   | Philippe Poutou (Nou Partit Anticapitalista)   | Philippe Poutou (Nou Partit Anticapitalista)   | 411.160    | 1,15%     |                                   |
|                              | Nathalie Arthaud (Lluita Obrera)               | Nathalie Arthaud (Lluita Obrera)               | Nathalie Arthaud (Lluita Obrera)               | Nathalie Arthaud (Lluita Obrera)               | Nathalie Arthaud (Lluita Obrera)               | Nathalie Arthaud (Lluita Obrera)               | 202.548    | 0,56%     |                                   |
|                              | Jacques Cheminade (Solidaritat i Progrés)      | Jacques Cheminade (Solidaritat i Progrés)      | Jacques Cheminade (Solidaritat i Progrés)      | Jacques Cheminade (Solidaritat i Progrés)      | Jacques Cheminade (Solidaritat i Progrés)      | Jacques Cheminade (Solidaritat i Progrés)      | 89.545     | 0,25%     |                                   |

### Segona volta (6 de maig)

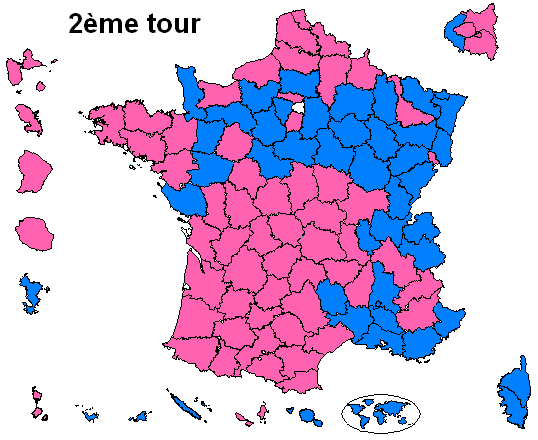
Candidat guanyador en cada departament
* François Hollande
* Nicolas Sarkozy

| Total                        |                                                |                                                |                                                |                                                |                                                |                                                |            |           |                                   |
| Cens                         | Cens                                           | Cens                                           | Cens                                           | Participació                                   | Participació                                   | Participació                                   | Abstenció  | Abstenció | Abstenció                         |
| Cens                         | Cens                                           | Cens                                           | Cens                                           | Vots                                           | Vots                                           | Percentatge                                    | Vots       | Vots      | Percentatge                       |
| 46,066,307                   | 46,066,307                                     | 46,066,307                                     | 46,066,307                                     | 37,016,443                                     | 37,016,443                                     | 80,35%                                         | 9,049,998  | 9,049,998 | 19,65%                            |
| Vots totals                  |                                                |                                                |                                                |                                                |                                                |                                                |            |           |                                   |
| Vàlids                       | Vàlids                                         | Vàlids                                         | Vàlids                                         | Vàlids                                         | Vàlids                                         | Vàlids                                         | Nuls       | Nuls      | Nuls                              |
| 34,861,353                   | 34,861,353                                     | 34,861,353                                     | 34,861,353                                     | -                                              | -                                              | -                                              | Nuls       | Nuls      | Nuls                              |
|                              | Candidatures                                   | Candidatures                                   | Percentatge                                    | Vots en blanc                                  | Vots en blanc                                  | Percentatge                                    | Nuls       | Nuls      | Nuls                              |
|                              | 34,861,353                                     | 34,861,353                                     | 94,18%                                         | 2,154,956                                      | 2,154,956                                      | 5,82%                                          |            |           | %                                 |
| Candidatures                 |                                                |                                                |                                                |                                                |                                                |                                                |            |           |                                   |
| Candidats (Partits polítics) | Candidats (Partits polítics)                   | Candidats (Partits polítics)                   | Candidats (Partits polítics)                   | Candidats (Partits polítics)                   | Candidats (Partits polítics)                   | Candidats (Partits polítics)                   | Vots       | %         | Nº de circumpscripcions guanyades |
|                              | François Hollande (Partit Socialista)          | François Hollande (Partit Socialista)          | François Hollande (Partit Socialista)          | François Hollande (Partit Socialista)          | François Hollande (Partit Socialista)          | François Hollande (Partit Socialista)          | 18,000,668 | 51.64%    | 62                                |
|                              | Nicolas Sarkozy (Unió per un Moviment Popular) | Nicolas Sarkozy (Unió per un Moviment Popular) | Nicolas Sarkozy (Unió per un Moviment Popular) | Nicolas Sarkozy (Unió per un Moviment Popular) | Nicolas Sarkozy (Unió per un Moviment Popular) | Nicolas Sarkozy (Unió per un Moviment Popular) | 16,860,685 | 48,36%    | 44                                |

## Conseqüències
El 22 d'abril de 2012, a la primera volta, François Hollande es va situar com a candidat més votat amb el 28,63% dels vots (o sigui 10.272.705) a la primera volta de les eleccions, i Nicolas Sarkozy quedà segon amb 9.753.629 vots, un 27,18%, sent els candidats que van accedir a la segona volta del 6 de maig del 2012, que guanyà François Hollande amb el 51,62% dels sufragis enfront Nicolas Sarkozy, que n'obtingué el 48,36%.